# ウエスト・サイド・ストーリー オリジナル・サウンドトラック
『ウエスト・サイド・ストーリー オリジナル・サウンドトラック』（West Side Story）は、ミュージカル劇『ウエスト・サイド物語』を基に20世紀スタジオとアンブリン・エンターテインメントが製作、スティーヴン・スピルバーグが監督した2021年の映画のサウンドトラック・アルバムである。アルバムはレナード・バーンスタインが作曲、スティーヴン・ソンドハイムが作詞し、アンセル・エルゴート、レイチェル・ゼグラー、アリアナ・デボーズ、デヴィッド・アルヴァレス、マイク・ファイスト、1961年の映画でアニタを演じ今作ではバレンティーナ役（ドクを再構築したキャラクター）を務めたリタ・モレノらキャスト陣によるヴォーカルが収録されている。
サウンドトラックは2021年12月3日にハリウッド・レコードよりドルビーアトモスでデジタル配信された。その後アメリカ合衆国では2021年12月10日に劇場公開と同時にCDで発売された。

## 背景
作曲家のデヴィッド・ニューマンはバーンスタインのブロードウェイ・スコアにジョニー・グリーンが1961年の映画用に加えた数々の改変（「プロローグ」への「クール」のフーガモチーフの挿入や「マンボ」でのトランペット・ソロの拡張など）を取り入れ、この映画用にバーンスタインの原曲をアレンジ、脚色した。2019年の映画のレコーディング・セッションの際はグスターボ・ドゥダメルがニューヨーク・フィルハーモニックを指揮し、翌年のCOVID-19パンデミックの際はロサンジェルス・フィルハーモニックによる追加レコーディングが行われた。ジャニーン・テソリはヴォーカル・コーチを務め、さらにスピルバーグとの常連共同作業者であるジョン・ウィリアムズが音楽コンサルタントを務めた。レイチェル・ゼグラーとアンセル・エルゴートが歌うこの映画版の「トゥナイト」は2021年12月1日にデジタル・シングルとして配信された。
サウンドトラックと平行してカリ・ウチスとオズナの「Another Day in America」などを含む「再創造」されたポップ・カバーも製作され、2021年11月26日にインタースコープ・レコードより発売された。

## トラックリスト
| 全作詞・作曲: 特記が無き限りすべてレナード・バーンスタインとスティーヴン・ソンドハイム制作。。 |                                                                        |                                                                                           |                                                                                           | |      |
| #                                                                                              | タイトル                                                               | 作詞                                                                                      | 作曲・編曲                                                                                | 歌手 | 時間 |
| 1.                                                                                             | 「プロローグ」                                                         | レナード・バーンスタイン                                                                  | レナード・バーンスタイン                                                                  | オーケストラ | 5:54 |
| 2.                                                                                             | 「ラ・ボリンケーニャ (シャークス・ヴァージョン)」                      | フェリックス・アストル・アルテス （ 英語版 ） ローラ・ロドリゲス・デ・ティオ （ 英語版 ） | フェリックス・アストル・アルテス （ 英語版 ） ローラ・ロドリゲス・デ・ティオ （ 英語版 ） | デヴィッド・アルヴァレス （ 英語版 ） シャークス | 1:06 |
| 3.                                                                                             | 「ジェット・ソング」                                                   | バーンスタイン スティーヴン・ソンドハイム                                                 | バーンスタイン スティーヴン・ソンドハイム                                                 | マイク・ファイスト カイル・コフマン ケヴィン・チョラク ジョン・マイケル・フィウマーラ パトリック・ヒギンズ ジェッツ                                      | 2:11 |
| 4.                                                                                             | 「サムシングズ・カミング」                                             | バーンスタイン ソンドハイム                                                               | バーンスタイン ソンドハイム                                                               | アンセル・エルゴート | 2:30 |
| 5.                                                                                             | 「ダンス・アット・ザ・ジム: ブルース、プロムナード」                   | バーンスタイン                                                                            | バーンスタイン                                                                            | オーケストラ | 2:11 |
| 6.                                                                                             | 「ダンス・アット・ザ・ジム: マンボ」                                   | バーンスタイン                                                                            | バーンスタイン                                                                            | オーケストラ | 3:19 |
| 7.                                                                                             | 「ダンス・アット・ザ・ジム: チャチャ、ミーティング・シーン、ジャンプ」 | バーンスタイン                                                                            | バーンスタイン                                                                            | オーケストラ | 3:28 |
| 8.                                                                                             | 「マリア」                                                             | バーンスタイン ソンドハイム                                                               | バーンスタイン ソンドハイム                                                               | エルゴート | 3:05 |
| 9.                                                                                             | 「トゥナイト」                                                         | バーンスタイン ソンドハイム                                                               | バーンスタイン ソンドハイム                                                               | レイチェル・ゼグラー エルゴート | 5:24 |
| 10.                                                                                            | 「トランジション・トゥ・スケルツォ / スケルツォ」                      | バーンスタイン                                                                            | バーンスタイン                                                                            | オーケストラ | 2:14 |
| 11.                                                                                            | 「アメリカ」                                                           | バーンスタイン ソンドハイム                                                               | バーンスタイン ソンドハイム                                                               | アリアナ・デボーズ アルヴァレス アナ・イザベル （ 英語版 ） シャークス シャーク・ガールズ                                                                | 4:57 |
| 12.                                                                                            | 「ジー、オフィサー・クラプキ」                                         | バーンスタイン ソンドハイム                                                               | バーンスタイン ソンドハイム                                                               | チョラク フィウマーラ ジェス・レプロット ベン・クック （ 英語版 ） マイルス・アーリック （ 英語版 ） ヒギンズ カイル・アレン                             | 4:20 |
| 13.                                                                                            | 「ワン・ハンド、ワン・ハート」                                         | バーンスタイン ソンドハイム                                                               | バーンスタイン ソンドハイム                                                               | エルゴート ゼグラー | 3:45 |
| 14.                                                                                            | 「クール」                                                             | バーンスタイン ソンドハイム                                                               | バーンスタイン ソンドハイム                                                               | エルゴート ファイスト | 4:03 |
| 15.                                                                                            | 「トゥナイト (クインテット)」                                          | バーンスタイン ソンドハイム                                                               | バーンスタイン ソンドハイム                                                               | ファイスト アルヴァレス デボーズ エルゴート ゼグラー ジェッツ シャークス                                                                                 | 3:28 |
| 16.                                                                                            | 「ランブル」                                                           | バーンスタイン                                                                            | バーンスタイン                                                                            | オーケストラ | 3:10 |
| 17.                                                                                            | 「アイ・フィール・プリティ」                                           | バーンスタイン ソンドハイム                                                               | バーンスタイン ソンドハイム                                                               | ゼグラー イルダ・メイソン イザベル アンドレア・バーンズ （ 英語版 ） タイナリ・サデ・バスケス ヤズミン・アレルス ジャミラ・ベラスケス アンネリス・セペロ | 2:58 |
| 18.                                                                                            | 「サムウェア」                                                         | バーンスタイン ソンドハイム                                                               | バーンスタイン ソンドハイム                                                               | リタ・モレノ | 3:10 |
| 19.                                                                                            | 「ア・ボーイ・ライク・ザット / アイ・ハブ・ア・ラヴ」                  | バーンスタイン ソンドハイム                                                               | バーンスタイン ソンドハイム                                                               | デボーズ ゼグラー | 5:25 |
| 20.                                                                                            | 「フィナーレ」                                                         | バーンスタイン                                                                            | バーンスタイン                                                                            | オーケストラ | 3:36 |
| 21.                                                                                            | 「エンド・クレジット」                                                 | バーンスタイン                                                                            | バーンスタイン                                                                            | オーケストラ | 9:03 |
| 合計時間:                                                                                      | 合計時間:                                                              | 合計時間:                                                                                 | 79:00                                                                                     | |      |

出典: 

## パーソネル
| - レナード・バーンスタイン、アーウィン・コスタル、シド・ラミン - オリジナル・オーケストレーション - ガース・サンダーランド - アディショナル・オーケストレーション - マット・サリヴァン - 音楽スーパーバイザー/サウンドトラック・プロデューサー - グスターボ・ドゥダメル - 指揮者 - ジョー・E・ランド - 音楽編集者 - ラミロ・ベルガルト - 音楽編集者 | - ピーター・ロッター - 音楽コントラクター - スティーヴン・スピルバーグ - エグゼクティブ・サウンドトラック・プロデューサー - クリスティ・マコスコ・クリーガー - エグゼクティブ・サウンドトラック・プロデューサー - デヴィッド・ニューマン - アレンジメント - ジャニーン・テソリ - スーパーバイジング・ヴォーカル・プロデューサー - ジョン・ウィリアムズ - 音楽コンサルタント |